# Ivy League
Ivy League hay Liên đoàn Ivy (còn được gọi là The Ancient Eight) là một hội nghị thể thao cấp trường đại học Hoa Kỳ bao gồm 8 trường đại học nghiên cứu tư nhân danh giá nhất ở Đông Bắc Hoa Kỳ. Thuật ngữ Ivy League thường được sử dụng ngoài ngữ cảnh thể thao để chỉ 8 trường này như một nhóm các trường đại học ưu tú với hàm ý về sự xuất sắc trong học thuật, tính chọn lọc cao trong tuyển sinh cùng những tầng lớp tinh hoa trong xã hội. Các thành viên trực thuộc Ivy League là Đại học Brown, Đại học Columbia, Đại học Cornell, Đại học Dartmouth, Đại học Harvard, Đại học Pennsylvania, Đại học Princeton, và Đại học Yale.

## Nguồn gốc tên gọi

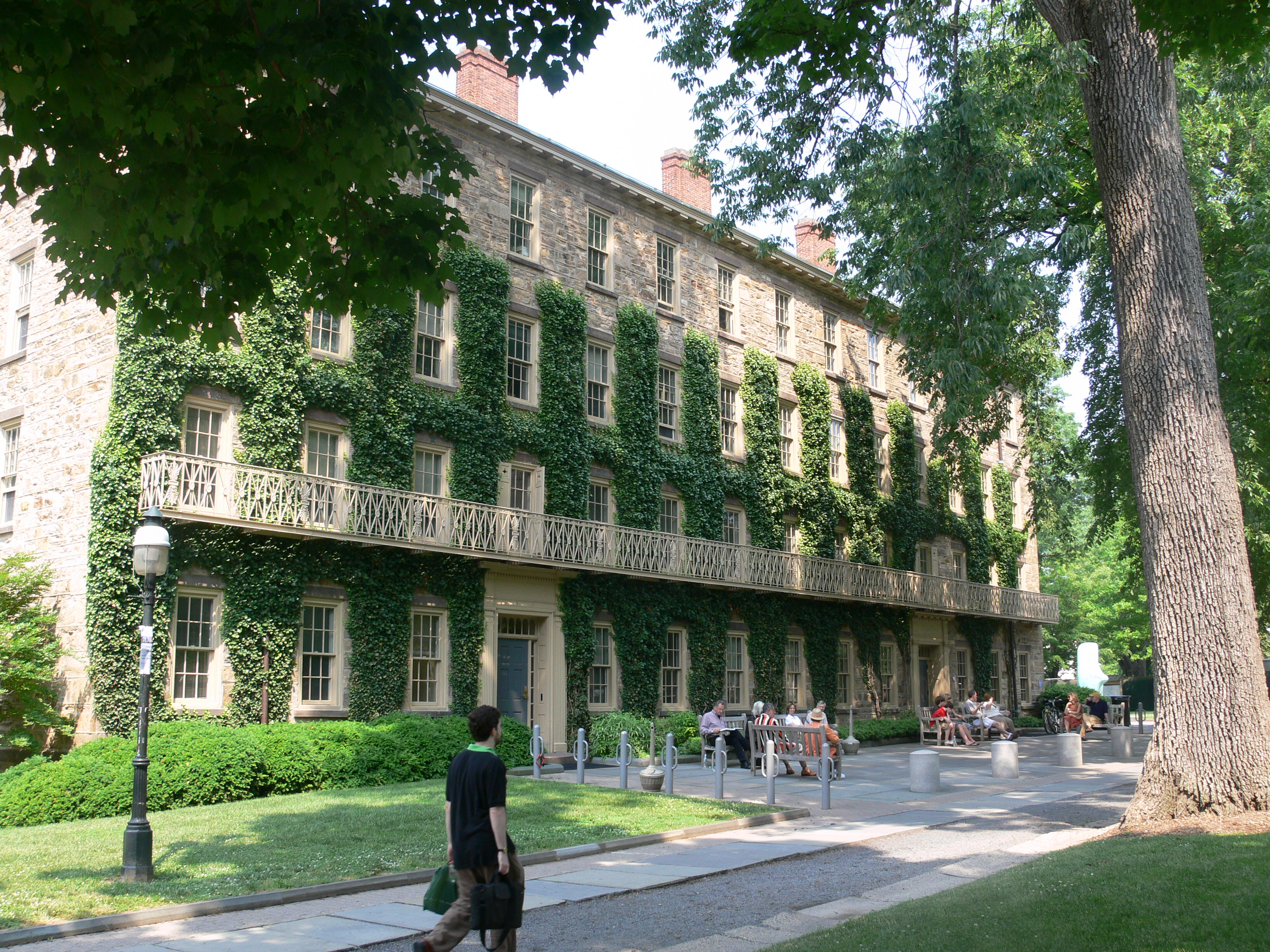
Dây thường xuân bao phủ các bức tường của một ngôi nhà tại viện Đại học Princeton.

### Kinh tế xã hội

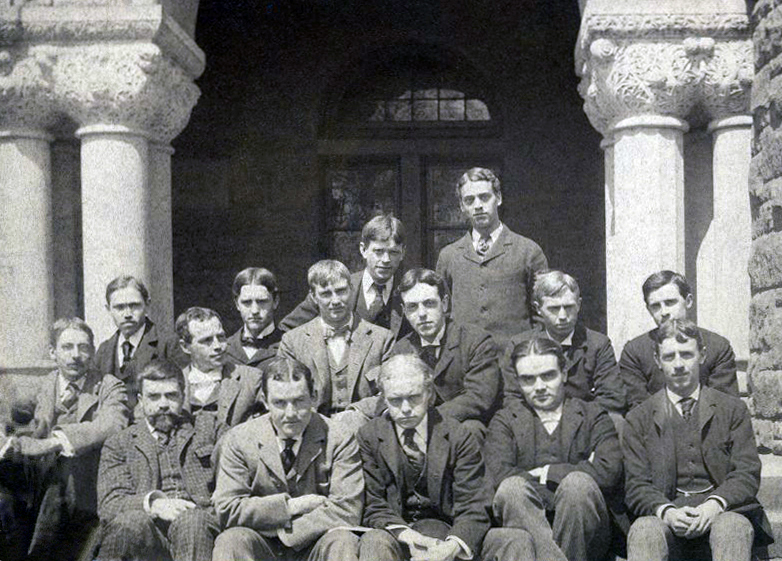
Sinh viên trường Luật Harvard vào khoảng năm 1895

## Giải vô địch

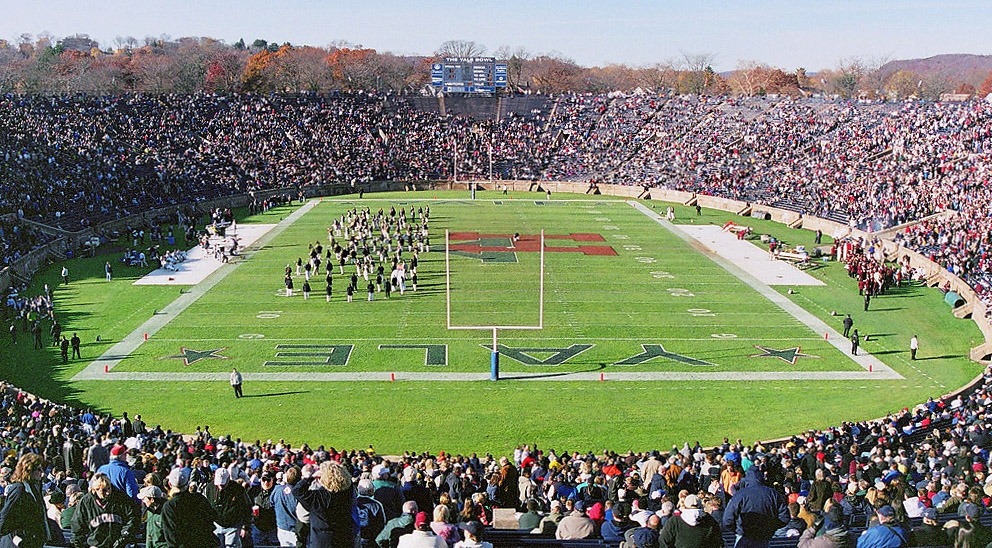
Trận đấu bóng bầu dục trên sân

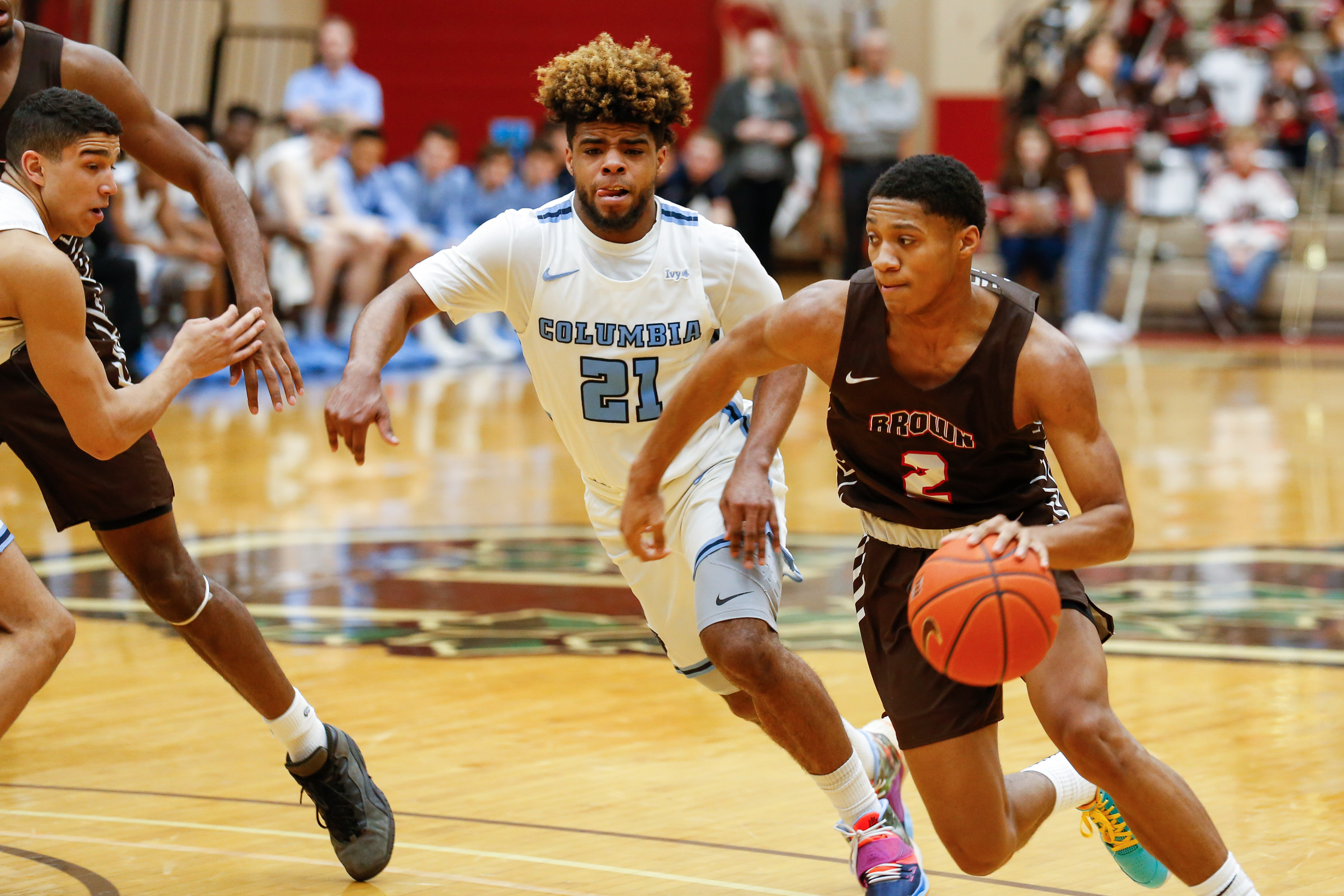
Trận bóng rổ giữa Brown với Columbia tại Trung tâm Pizzitola, ngày 1 tháng 2 năm 2020. Brown chiến thắng 72/66

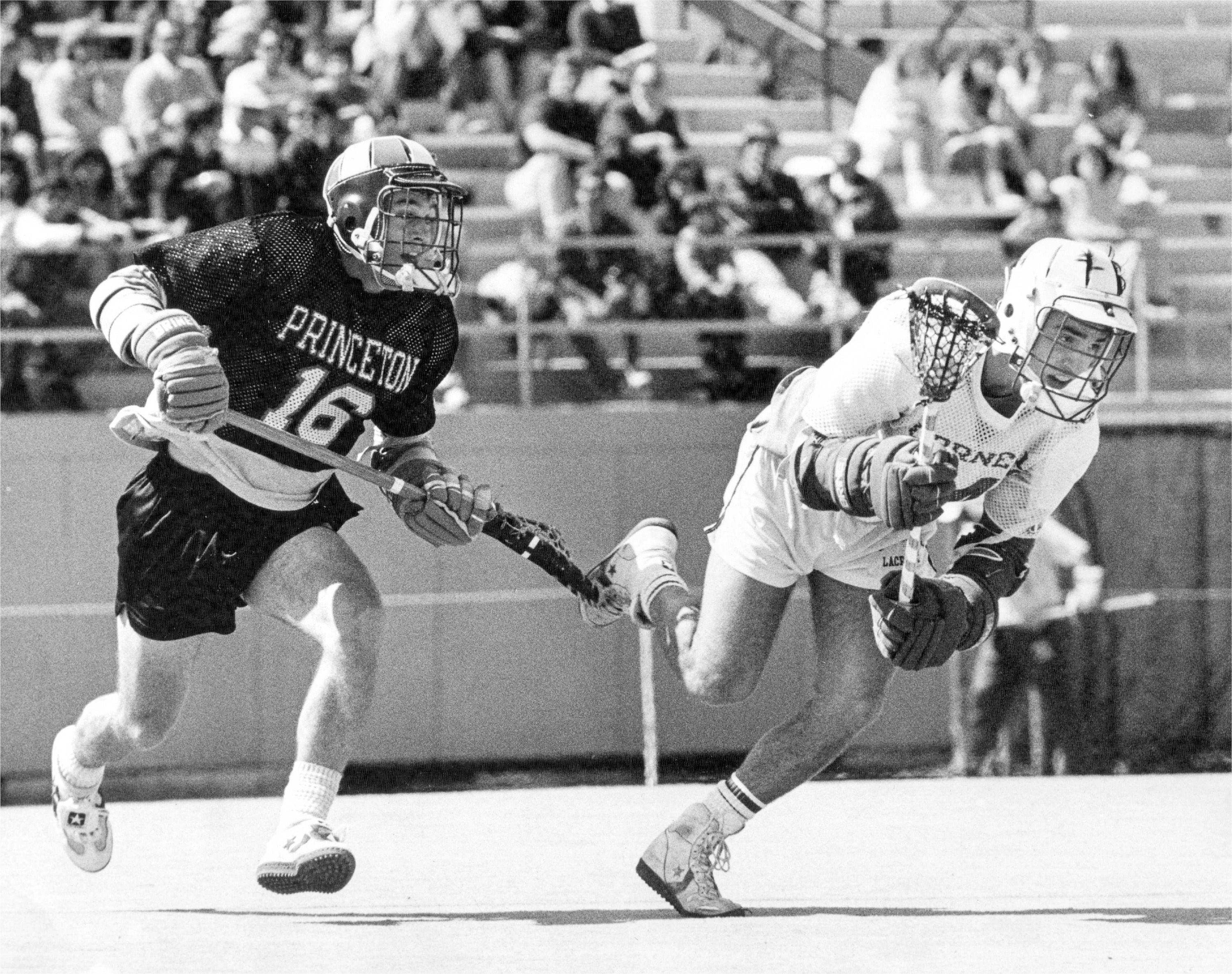
Giải khúc côn cầu năm 1987 giữa Cornell với Princeton.

### Thời trang và lối sống

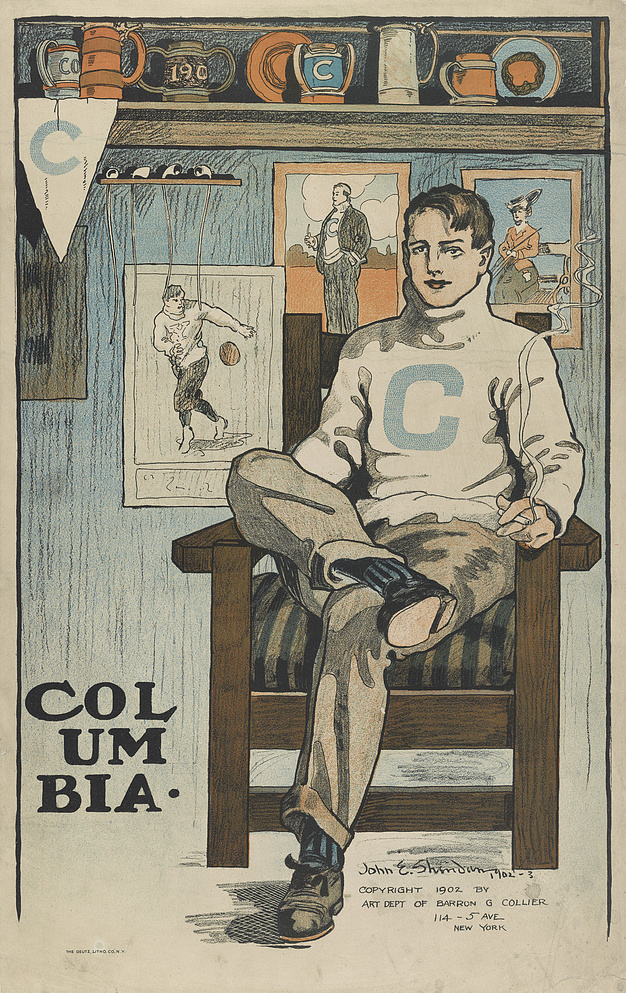
Tấm áp phích năm 1902 của Đại học Columbia, với hình ảnh sinh viên Columbia cổ điển.

## Cựu sinh viên đáng chú ý

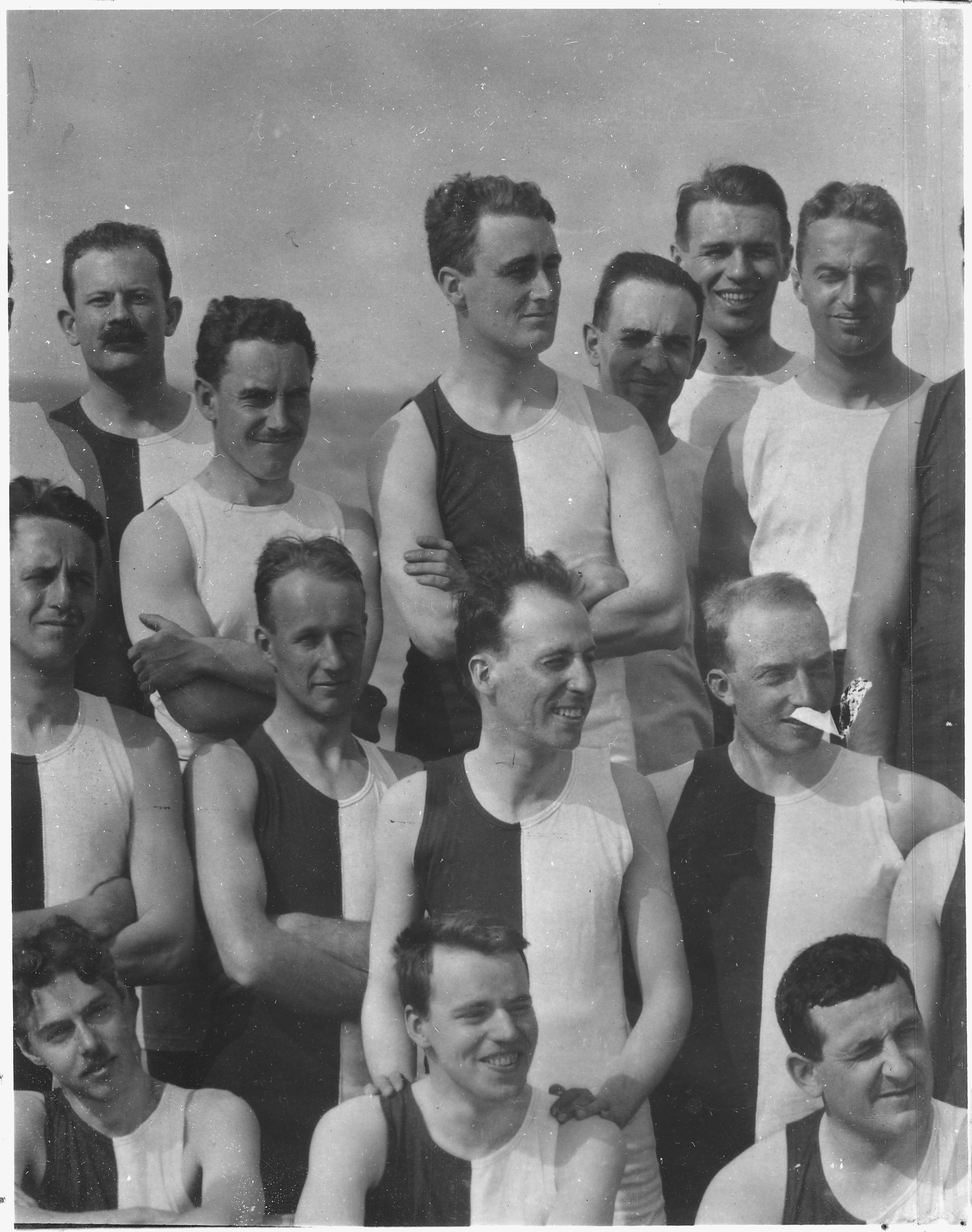
Franklin Delano Roosevelt, thứ ba từ trái, hàng trên cùng, với lớp của ông ở Harvard vào năm 1904